# Gabrielle (personage)
Gabrielle is een personage uit de televisieserie Xena: Warrior Princess, vertolkt door de Amerikaanse actrice Renée O'Connor. Gabrielle wordt in de serie ook wel de strijdende verhalenvertelster (battling bard) uit Potidaea genoemd.

## Introductie
Gabrielle vergezelt Xena al tijdens de eerste aflevering van de serie als haar reizende metgezel en trouwe sidekick. Gabrielle blijft bij Xena tot het einde van de serie. Deze relatie zal de belangrijkste kernwaarde vormen gedurende de zes seizoenen dat de serie loopt. Wanneer beide personages elkaar ontmoeten is Gabrielle een jonge en idealistische leerling, ze bestudeert astronomie, landkaarten, leest mythologische verhalen, en vertelt verhalen. Gabrielle droomt ervan de saaiheid van haar dorp te ontvluchten en de wijde wereld in te trekken op zoek naar avontuur. Ze wil een reizende bard worden, en beschikt over een stel zeer strikte ethische waarden en normen. Dit maakt dat ze gelooft in de essentiële goedheid die aanwezig is bij ieder individu en ze is er zo sterk van overtuigd dat ze bereid is haar leven in gevaar te brengen om deze morele waarde te verdedigen. Het contrast met Xena kan niet groter zijn.
- Xena is van nature wat cynischer, en heeft een wat hardere visie op het leven en de wereld. Xena heeft in haar verleden duizenden mannen gedood en wordt overladen met een immens schuldgevoel, daardoor keert ze terug naar haar eigen dorp Amphipolis in Griekenland. Op haar terugreis passeert ze een klein plattelandsdorpje genaamd Potidaea. Daar wordt ze verrast door de moed van Gabrielle die bereid is haar eigen leven op te offeren in ruil voor de veiligheid van de andere dorpsbewoners. Daardoor raakt Xena geïnspireerd om de rest haar leven te wijden aan het verdedigen van onschuldigen. Dit wordt de grootste drijfveer van Xena gedurende de looptijd van de serie. Samen zullen ze allerlei problemen overwinnen in een tijdspanne van meer dan 30 jaar. Gabrielle fungeert als een voorbeeld (moreel kompas) voor Xena, door haar donkere herinneringen op een afstand te houden en haar eraan te herinneren dat ook Xena over een goedheid beschikt. Als tegenprestatie biedt Xena een leven van reizen en avontuur aan, leert ze Gabrielle hoe ze moet overleven, en leidt ze Gabrielle in in de vechtkunsten. Ook werpt Xena zich op als beschermer van Gabrielles welzijn.
- Het verhaal van Gabrielle is er een van de reis die men moet afleggen naar de volwassenheid. Het leven aan de zijde van Xena is op veel vlakken zeer extreem, en het samen reizen blijkt soms gevaarlijker te zijn dan dat ze oorspronkelijk gedacht had. Maar hun vriendschap groeit zeer snel wanneer ze beide twijfels, verdriet en verlies van hoop moeten overwinnen. Uiteindelijk leren ze dat hun lot met elkaar vervlochten is, in dit en al de toekomstige levens. Als een actieve vechter voor het grotere goed wordt Gabrielle meer bruikbaar voor Xena in gevechten en wordt Gabrielle meer en meer behandeld als een gelijke.

Tegen het einde van de serie, wanneer Xena haar plotseling en definitief verlaat, is Gabrielle getransformeerd in een harde en moedige leidster, een vrouw van de wereld, en een groot krijgster in haar eigen recht. Maar met deze kracht komt ook droefheid, met betrekking tot het verlies van haar eigen onschuld, en met wat van haar leven te maken zonder Xena.

## Van plattelandsmeisje tot krijgster
Wanneer Gabrielle voor het eerst de oorlogsprinses Xena ontmoet, is ze een plattelandsmeisje en leeft ze in het dorp Potidea. Gabrielle en haar zuster Lila, samen met nog wat andere dorpsmeisjes worden gekidnapt door het leger van een infame krijgsheer genaamd Draco, om als slaven verkocht te worden. Xena komt tussenbeide en redt de dorpsbewoonsters. Vol bewondering voor de vechtkunsten van Xena besluit Gabrielle dat ze ook een krijgster wil worden. Ze wil ook ontsnappen aan het huwelijk dat haar ouders Herodotus en Hecuba voor haar hebben geregeld met haar jeugdvriend Perdicas. Gabrielle blijft volharden in het volgen van de eerst met tegenzin vervulde Xena, maar de beide vrouwen ontwikkelen al snel een sterke band in vriendschap en liefde. In de zes jaar van de serie ontwikkelt Gabrielle zich van een naïef, idealistische tiener in een volledig opgeleide maar geconflicteerde krijgster die naast Xena vecht voor een betere wereld.

## De Amazone
Gabrielle wordt een amazone wanneer ze een stervende Amazoneprinses verdedigt tijdens een hinderlaag. Voordat de Amazone prinses, Therreis, sterft geeft ze Gabrielle haar recht van cast, waardoor Gabrielle haar rank en bezittingen erft. Dit maakt Gabrielle de wettelijke troonopvolgster na het heengaan van de Amazonekoningin Melosa. Maar Melosa haar geadopteerde dochter Valasca wordt een rivale voor de positie van Koningin van de Amazones na de dood van Melosa. Maar de plannetjes van Valasca (tot het transformeren in een godin toe) worden gedwarsboomd door Xena en Gabrielle. Daar Gabrielle liever samen met Xena reist dan de Amazonestam te leiden stelt ze de Amazone Ephiny aan als plaatsvervangende Amazonekoningin.
- Gabrielle leert van de Amazones hoe ze moet vechten met een quarterstaaf. Met de aanmoediging van Xena, ontwikkelt ze een bepaalde filosofie om voor het grotere goed te vechten zonder te doden.

## Liefde en huwelijk
Een jaar na de ontmoeting met Xena, loopt Gabrielle Perdicas weer tegen het lijf, en besluit ze met hem te huwen. De morgen na hun huwelijk wordt Perdicas vermoord door Callisto de nemesis van Xena. Het verdriet en de woede van Gabrielle stellen haar idealen over de eerbied voor het leven enorm op proef, maar ze kan weerstaan aan de impuls om Callisto te doden. Gedurende deze periode zorgt de natuur van Gabrielle (sterke overtuiging en toewijding aan het herstellen en bewaren van vrede) een sterke tegenbalans voor de krijgernatuur van Xena.

## Moeder van een duivelskind
Terwijl Gabrielle en Xena naar Britannia reizen, om er samen met Bodecea tegen Caesar te vechten, komt Gabrielle in contact met een groep volgelingen van de ene god. Gabrielle is in de veronderstelling dat deze sekte ook volgelingen zijn van het vredelievende Israëlitische geloof. Als blijkt dat de sekte niet zo vredelievend is en Gabrielle gebruikt wordt om in een daad van zelfverdediging een van zijn priesteressen (Meridan) te doden verliest Gabrielle haar bloedonschuld. Dat verlies bevrijdt de kwaadaardige god Dahak. Deze god bezwangert (verkracht) Gabrielle. Na een zwangerschap die maar enkele dagen duurde, bevalt Gabrielle van een babydochter, die ze Hope noemt. Xena is er echter van overtuigd dat het ding in de vorm van een baby een omhulsel is van Dahak, en besluit dat de baby gedood moet worden. Gabrielle slaagt erin om haar dochter te redden van Xena door haar in een mand te stoppen en haar stroomafwaarts in de rivier te leggen (naar analogie met het Bijbelverhaal van Mozes).

### Reünie met Hope, verantwoordelijk voor de dood van Xena's zoon
Enkele maanden later ontmoet Gabrielle haar dochter Hope opnieuw, de baby is al opgegroeid tot een 9 jaar oud meisje, dat volledig gehoorzaamt en helpt bij het plan van haar vader Dahak om de wereld te overheersen. Hope gaat een samenwerkingsverband aan met Callisto, de aartsvijand van Xena. In een wraakactie gericht tegen Xena, voor diens pogingen om Hope te doden toen ze baby was, vermoordt Hope Xena's enige zoon Solan. Dat dwingt Gabrielle om de waarheid over haar dochter in te zien, haar dochter is puur kwaadaardig. Gabrielle vermoordt Hope door middel van vergif, een daad die Gabrielle door de serie heen zal blijven achtervolgen.

## Geplaagd door schuldgevoelens leiden naar zelfopoffering
Gabrielle blijft zich verantwoordelijk (schuldig) voelen voor de dood van Solan, alsook voor de tweede keer dat ze Xena verraden heeft, ook al is ze tot een verzoening gekomen met Xena, in hun muzikale reis door het land van Ilussia. Wanneer Gabrielle opnieuw Hope ontmoet (gered door haar vader Dahak), gooit ze zichzelf met Hope in een lavaput om op die manier Xena te redden. Gabrielle overleeft op mysterieuze wijze de val, en wordt later herenigd met Xena. Wat later in de serie blijkt dat Gabrielle is gered door de God van oorlog Ares, die hoopte om Gabrielle te kunnen gebruiken als een onderhandelingsmiddel tegen Xena.

## Compleet pacifisme als reactie op traumatische gebeurtenissen
Na haar eerste moord en de problemen die eruit voortkwamen met Hope, omhelst Gabrielle tijdelijk het complete pacifisme, als een alternatief voor het zij aan zij vechten met Xena. Samen met Xena reist ze naar India, waar ze een reeks valse profeten ontmoeten en verschillende goeroes. Ook ontmoeten ze er een heler en leermeester genaamd Eli. Eli beweert verlichting en innerlijke vrede gevonden te hebben. Deze weg noemt Eli de weg van liefde. Gabrielle raakt geïnteresseerd in deze filosofie van geen geweld en innerlijke vrede. Gabrielle probeert de weg van Eli te volgen, en gooit bij wijze van gedrevenheid haar staf weg.

### Weg van liefde moet ruimen voor de weg van vriendschap
Wanneer Xena bij een poging om Gabrielle, Eli en een groep gevangenen te redden in een gevecht geraakt met de Romeinen, wordt Xena neergeslagen door Callisto. Callisto gebruikte Xena's eigen chakram om haar te vellen. Hierop kiest Gabrielle ervoor om terug te vechten en zelfs een paar Romeinen te doden om Xena te redden. Voor hun kruisiging vertelt Gabrielle tegen Xena dat ze de weg van de vriendschap gekozen heeft.

## Van demon naaraartsengel
Na hun kruisiging stijgen Xena en Gabrielle naar de hemel, maar lopen al snel in een hinderlaag van duivels. De duivels kunnen Gabrielle ontvoeren naar de hel, waar ze oog in oog komt te staan met de duivelversie van Callisto.
Xena kan samen met een groep aartsengelen Gabrielle nog net terug uit de hel halen, voordat Gabrielle voor eeuwig in de hel moet blijven. Eens in de hemel komt Gabrielle erachter dat Xena de plaats van Callisto in de hel heeft overgenomen. Uiteindelijk slaagt Gabrielle erin om Callisto te vergeven voor de moord op Perdicas, en dit schenkt haar het recht om zich bij de aartsengelen aan te sluiten in de strijd tegen de duivel. Tijdens haar gevecht met de duivel-Xena, worden ze weer tot leven gewekt door Eli.